# UCI Women Junior Nations’ Cup 2016
Der UCI Women Junior Nations’ Cup 2016 war die erste Austragung der Rennserie UCI Women Junior Nations’ Cup. Gesamtsieger war das niederländische Nationalteam.

## Rennen

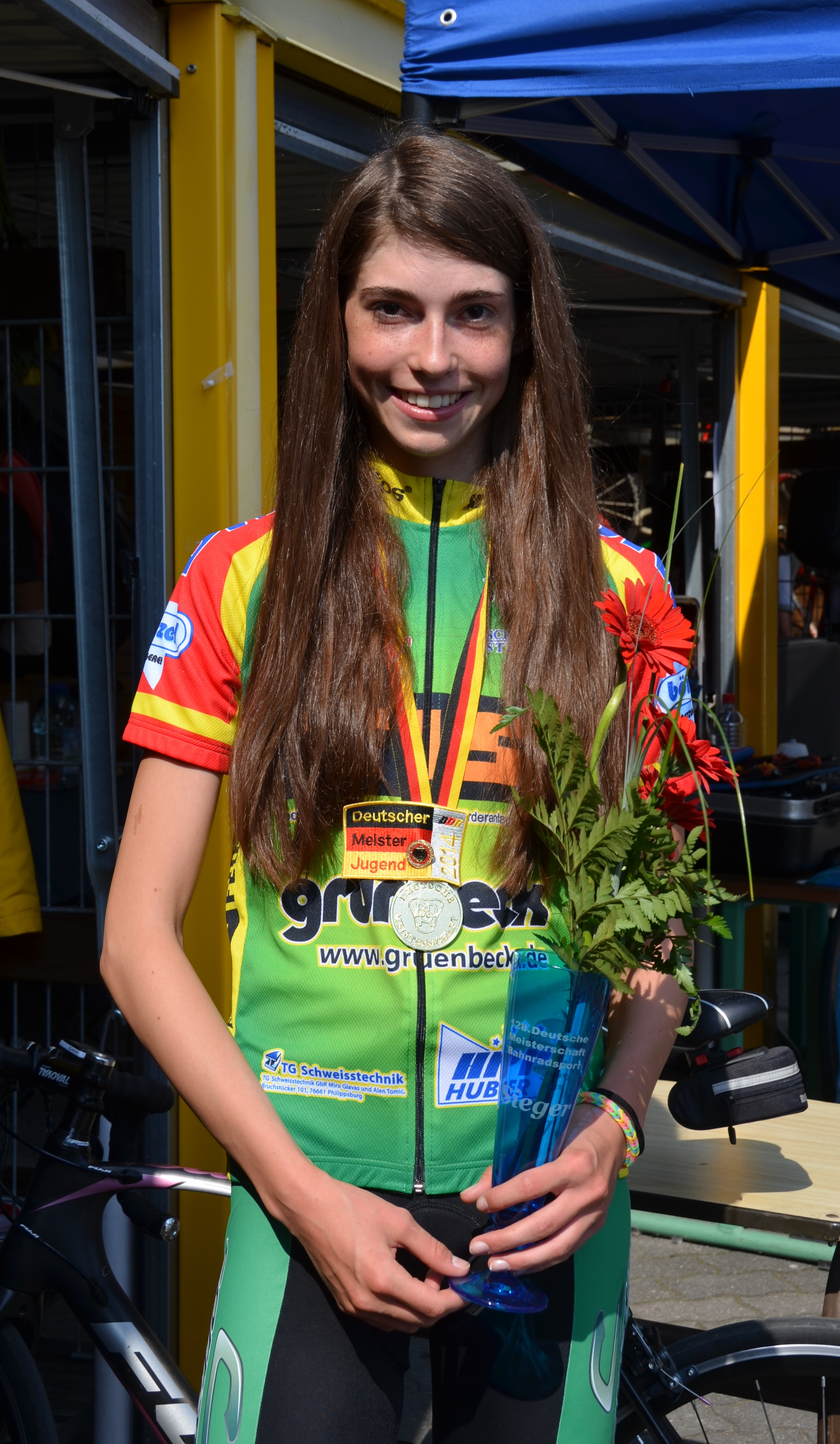
Die Deutsche Christa Riffel gewann die Energiewacht Tour der Juniorinnen.

| Datum         | Rennen                                   | Siegerin         | Führende Nation   |
| ------------- | ---------------------------------------- | ---------------- | ----------------- |
| 21. Januar    | Asiatische Zeitfahrmeisterschaften       | Chang Ting Ting  | Chinesisch Taipeh |
| 21. Januar    | Asiatische Straßenmeisterschaften        | Misuzu Shimoyama | Chinesisch Taipeh |
| 23. Februar   | Afrikanische Straßenmeisterschaften      | Donia Rashwan    | Chinesisch Taipeh |
| 20. März      | Trofeo Alfredo Binda                     | Clara Copponi    | Italien           |
| 27. März      | Gent–Wevelgem                            | Natalie Bex      | Italien           |
| 6.–9. April   | Energiewacht Tour                        | Christa Riffel   | Niederlande       |
| 10.–12. Juni  | Albstadt-Frauen-Etappenrennen            | Juliette Labous  | Niederlande       |
| 11. Juni      | Panamerikanische Zeitfahrmeisterschaften | Tatiana Dueñas   | Niederlande       |
| 12. Juni      | Panamerikanische Straßenmeisterschaften  | Andrea Ramirez   | Niederlande       |
| 14. September | Europäische Zeitfahrmeisterschaften      | Lisa Morzenti    | Niederlande       |
| 16. September | Europäische Straßenmeisterschaften       | Liane Lippert    | Niederlande       |
| 10. Oktober   | Zeitfahr-Weltmeisterschaften             | Karlijn Swinkels | Niederlande       |
| 10. Oktober   | Straßen-Weltmeisterschaften              | Elisa Balsamo    | Niederlande       |

## Gesamtwertung
| Rang | Nation      | Punkte |
| ---- | ----------- | ------ |
| 1    | Niederlande | 243    |
| 2    | Italien     | 175    |
| 3    | Frankreich  | 140    |
| 4    | Deutschland | 122    |
| 5    | Norwegen    | 114    |